# Liste des moulins à vent en France
Une liste des moulins à vent en France. Les moulins debout sont en gras, les restes sont en italique. 

## Finistère
| Lieu             | Nom du moulin                         | Type                  | Construit | Notes | Photographie                  |
| ---------------- | ------------------------------------- | --------------------- | --------- | --- | ----------------------------- |
| Audierne         | Moulin de la Garenne                  |                       |           | |                               |
| Beuzec-Cap-Sizun | Moulin Meil Dominic Moulin de Kérouan | Tour du moulin        |           | | Moulin-tour de Kérouan 01.JPG |
| Cléden-Cap-Sizun | Moulin de Kériolet                    | Tour du moulin        |           | Moulins-a-Vent |                               |
| Cléden-Cap-Sizun | Moulin de Kerbesquerrien              | Tour du moulin        |           | Moulins-a-Vent |                               |
| Cléden-Cap-Sizun | Moulin de Kertanguy                   | Tour du moulin        |           | Moulins-a-Vent |                               |
| Clohars-Carnoët  | Moulin de Kercousquet                 | Tour du moulin        | 1535      | Moulins-a-Vent |                               |
| Clohars-Carnoët  | Moulin de Kerangoff                   |                       |           | |                               |
| Clohars-Carnoët  | Moulin de Kerc'Héré                   |                       |           | |                               |
| Commana          | Moulin du village de Kerouat          | Moulin avec ses ailes |           | Moulins-a-Vent |                               |
| Crozon           | Moulin de Menesguen                   | Tour du moulin        |           | Moulins-a-Vent |                               |
| Crozon           | Moulin de Rostudel                    | Tour du moulin        |           | Moulins-a-Vent |                               |
| Crozon           | Moulin de Kergonan                    | Tour du moulin        |           | Moulins-a-Vent |                               |
| Esquibien        | Moulin de Kéraudiern                  |                       |           | |                               |
| Esquibien        | Moulin de Kérhuon                     |                       |           | Détruit en 1936, remplacé par une maison rue Tal ar Groaz; les pierres du moulin sont toujours visibles à l'entrée de la maison. |                               |
| Goulien          | Moulin de Kergonvan                   |                       |           | |                               |
| Île de Sein      | Moulin Ar'Milh                        |                       |           | |                               |
| Ouessant         | Moulin de Karaes                      | Moulin avec ses ailes |           | |                               |
| Ouessant         |                                       | Moulin avec ses ailes |           | Trois moulins détruits entre 1926 et 1939                                                                                        |                               |
| Île de Sein      | Moulin du Nifran                      | Tour du moulin        |           | |                               |
| Penmarch         | Moulin de Kérity                      | Tour du moulin        |           | Moulins-a-Vent |                               |
| Plogoff          | Moulin de Plogoff                     | Tour du moulin        |           | Moulins-a-Vent |                               |
| Plomeur          | Moulin de Pendreff                    | Tour du moulin        |           | |                               |
| Plouhinec        | Moulin de Plouhinec                   |                       |           | |                               |
| Pouldreuzic      | Moulin de Pouldreuzic                 |                       |           | |                               |
| Primelin         | Moulin à Kerforn                      | Tour du moulin        |           | Moulins-a-Vent |                               |

## Lot-et-Garonne
Modèle:Cuq 47220 moulin à vent